# Kršćanski metal
Kršćanski metal ili white metal je naziv za heavy metal glazbu s kršćanskom porukom. Neki glazbeni kritičari kršćanski metal dijele na dvije grane, na white metal i na unblack metal.
Kršćanski metal sastavi postoje u svim podžanrovima heavy metala, te su im jedina međusobna poveznica tekstovi s kršćanskom tematikom. Prvim takvim sastavima smatraju se američki Resurection Band te švedski Jerusalem. Veću popularnost je 1980-ih stekao Stryper, 1990-ih sastavi Torniquet i Mortification, dok se predvodnicima u prvom desetljeću 21. stoljeća
smatraju metalcore sastavi Underoath, Demon Hunter, As I Lay Dying i Norma Jean. 

## Predstavnici
- August Burns Red (SAD)
- Barren Cross (SAD)
- Bloodgood (SAD)
- Bride (SAD)
- Creed (Njemačka)
- Deliverance (SAD)
- Guardian (SAD)
- Ken Tamplin (Shout) (SAD)
- Seventh Angel (UK)
- Seventh Avenue (Njemačka)
- Stryper (SAD)
- rani Vengeance Rising (SAD)
- Whitecross (SAD)
- EffaTha (Hrvatska)[1]

## Poveznice
- Heavy metal
- Unblack metal
- Kršćanski punk
- Kršćanski hip hop
- Kršćanski alternativni rock
- Kršćanski rock
- Kršćanski hardcore

## Vanjske poveznice
- Metal i ostale vrste glazbe i ulazak u određeno stanje